# Brilliance H230
La Brilliance H230 è un'autovettura prodotta dalla casa automobilistica cinese Brilliance dal 2012 al 2017.

## Descrizione
La berlina Brilliance H230 ha debuttato al Salone dell'Auto di Pechino 2012 ed è stata lanciata sul mercato nell'agosto 2012, mentre la versione due volumi denominata H220 è stata lanciata al Salone dell'Auto di Shanghai 2013 ed è stata lanciata nel mercato automobilistico cinese nella seconda metà del 2013. Nel 2013 è stata sottoposta a dei crash test dall'ente C-NCAP ottenendo 5 stelle.
La vettura è alimentato da un motore benzina 1,5 litri da 77 kW (105 CV) abbinato a un cambio manuale a 5 marce o in opzione a un automatico a 6 marce.
Nel febbraio 2017 è stata introdotta una versione elettrica dell'H230, dotata di un motore elettrico da 65 kW (88 CV).